# EISA

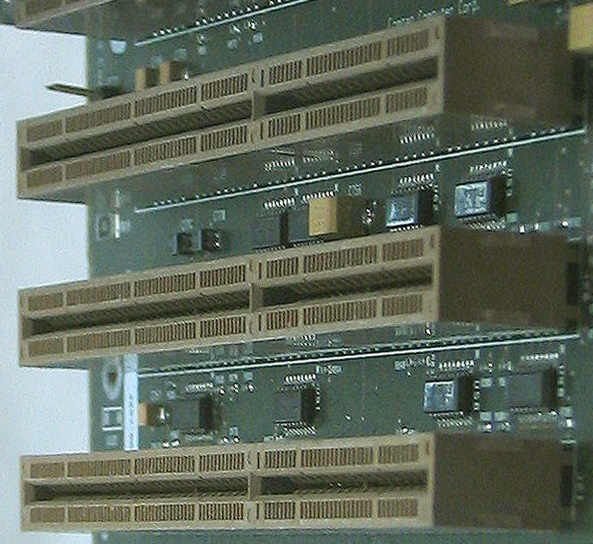
3개의 EISA 슬롯.

EISA(Extended Industry Standard Architecture)는 PC/AT 호환기 용에 개발한 32비트 컴퓨터 버스 방식이다. EISA는 IBM의 IBM PS/2에 탑재한 MCA에 대항할 뿐만 아니라, PC/AT 호환기 제조회사 9개 사(Gang of Nine: AST Research, 컴팩, Epson, HP, NEC, Olivetti, Tandy, WYSE, Zenith Data Systems)에 의해서 1988년 말에 제정되었다. 규격서는 유료로 배포되었지만, 규격 그 자체는 공개 도메인 되어 있다.
고도한 버스 조정 기능, 리소스 자동 설정, 4GB까지의 메모리 어드레스 서포트, 이론으로 최대 33Mbytes/Sec의 대역 등, MCA에 거의 필적하는 사양을 가지고 있지만, ISA과의 호환성을 유지하기 위해서 노이즈 대책이 필요한 그라운드 신호선의 레이아웃이 최적화 되지 못하고, 고속화에 제약이 걸렸기 때문에 절대적인 성능에는 MCA에 뒤떨어진다.
EISA는 ISA을 단방향으로 확장해, 네모 커넥터의 접점을 2열의 빽빽한 배치로 하는 것으로 32비트화하는 것이기 때문에, MCA과 다르게, ISA의 보드나, XT 버스의 보드를 그대로 장착하는 것이 가능하다.
이로 이하여 PC 업체들은 하위호환성 단절이라는 위험부담 없이 고속 버스의 이점을 취할 수 있었다. 그 때문에, IBM도 몇 년이 지나 EISA를 일부 기종에 채택하였다.
그러나, 호환성 확보를 중시하다보니 신뢰성과는 별개로 데이터 전송 대역이 부족하다는 문제점을 가지게 되었고, 이로 인하여, VESA 로컬 버스나, PCI 버스의 보급과 함께 점차 시장에서 사라지게 되었다.
무엇보다도, 인텔의 PCI 버스 대응 칩셋으로는 PCI-EISA 브릿지 칩(82375EB/SB）및 EISA 컨트롤러(82375EB/SB) 등으로서 통상의 사우스브리지를 바꿔치는 칩셋이 450GX 칩셋의 세대까지 옵션으로 제공되고 있고, 이것에는 대칭형 멀티 프로세서(SMP)를 실현되는데 필요한 APIC (Advanced Programmable Interruption Controller) 이 내장되어 있다는 것도 있어서, 서버 전용에는 비교적 후년까지 EISA 슬롯 탑재기가 제공되고 있었다.

## 같이 보기
- ISA 버스
- 버스 (컴퓨팅)
- PCI 버스
- PCI 익스프레스